# ユーティカ・アベニュー駅 (INDフルトン・ストリート線)
ユーティカ・アベニュー駅（英語: Utica Avenue）はブルックリン区のユーティカ・アベニューとフルトン・ストリート交差点に位置するニューヨーク市地下鉄INDフルトン・ストリート線の駅で、A系統が終日、C系統が深夜を除く終日停車する。

## 歴史
駅はINDフルトン・ストリート線がジェイ・ストリート-ボロー・ホール駅（現在のジェイ・ストリート-メトロテック駅）からロッカウェイ・アベニュー駅まで開業した1936年4月9日に開業した。この駅の上のBMTフルトン・ストリート線のレイド・アベニュー駅は1940年5月31日に廃止された 。

## 駅構造
| G           | 地上階                                     | 出入口 |
| B1          | 上層メザニン                               | 改札口、駅員詰所、メトロカード券売機 （フルトン・ストリート-ユーティカ・アベニュー交差点の北西角にエレベーターあり）                                                          |
| B1          | 上層メザニン                               | ユーティカ・アベニュー線への階段（使用せず） |
| B2          | 下層メザニン                               | 西メザニン |
| B2          | 下層メザニン                               | 東メザニン |
| B2          | ユーティカ・アベニュー線ホーム（未使用）   | 2面4線の準備 |
| B3 ホーム階 | 北行緩行線                                 | ← 深夜：インウッド-207丁目駅行き (キングストン-スループ・アベニュース駅) ← 168丁目駅行き (キングストン-スループ・アベニュース駅)                                              |
| B3 ホーム階 | 島式ホーム、到着番線に応じた側のドアが開く | |
| B3 ホーム階 | 北行急行線                                 | ← インウッド-207丁目駅行き (ノストランド・アベニュー駅) |
| B3 ホーム階 | 南行急行線                                 | → オゾン・パーク-レファーツ・ブールバード駅行き、ファー・ロッカウェイ-モット・アベニュー駅行き、ロッカウェイ・パーク-ビーチ116丁目駅行き (ブロードウェイ・ジャンクション駅) → |
| B3 ホーム階 | 島式ホーム、到着番線に応じた側のドアが開く | |
| B3 ホーム階 | 南行緩行線                                 | → 深夜：ファー・ロッカウェイ-モット・アベニュー駅行き (ラルフ・アベニュー駅) → → ユークリッド・アベニュー駅行き (ラルフ・アベニュー駅) →                                      |

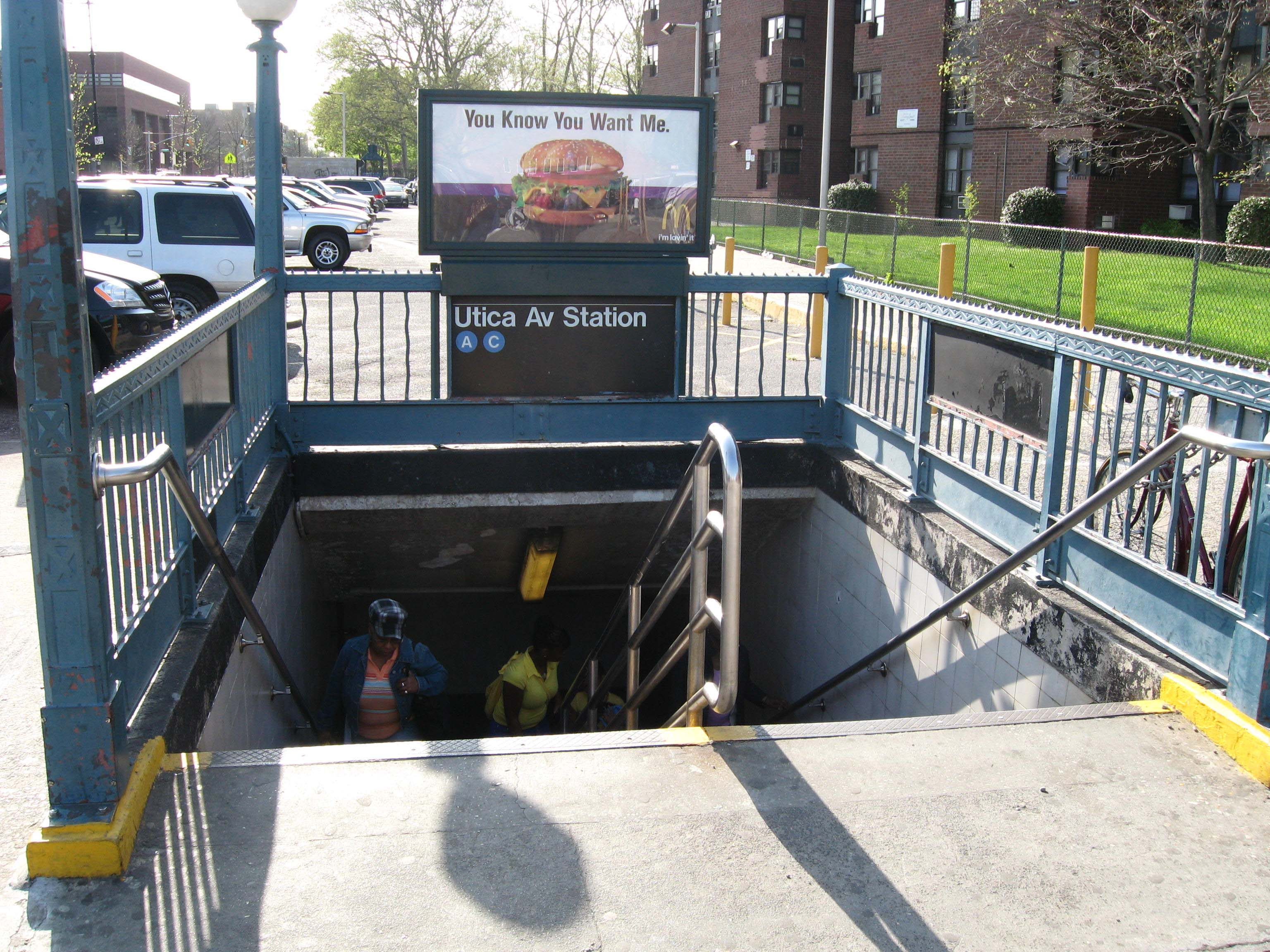
北側の階段

駅は島式ホーム2面4線で、壁のタイルは赤色となっている。
改札は2か所あり、ユーティカ・アベニューへ出る東側の改札は終日営業で、西側のスタイベサント・アベニューへ出る改札は時間営業となっている。
駅は中間階を2か所設けている。上層は改札階、下層は使用されていないユーティカ・アベニュー線の準備である。
このほか、駅の東に1線引上げ線を設けているが、いったん急行線で折り返して入る構造となっており、直接入線はできない。
アートワークは1996年にJimmy James Greenによって制作されたChildren's Cathedralがある。

### 未完成の駅
駅の中心は下り坂になり、駅の残りの部分と比較して天井が低くなる。これらはメザニンと未完成の上層階の駅の使用されていない部分である。線路は駅の4つの線路の上にある天井のパターンで輪郭が描かれている。したがって、中央に天井を斜めに走る4つの線路と2つの島式ホームが見える。未完成の上層階は、第二IND路線網の一部としてユーティカ・アベニュー線用に建設された。
駅の改修中に取り外されたホーム階から上階への階段があった。中間階に登ると、未完成のホームへのアクセスとして機能する施錠されたドアがある。この階層にはいくつかの窓もある。窓を見ると、中間階の閉鎖された部分に一瞥ができないようにするための壁がある。入口に向かってスロープを登ると、多くの窓とドアがある。これらのドアは、中間階のメザニンの未使用部分につながる階段がある上階の不使用部分へつながる（順番に未完成の駅につながる）。
1995年にこの駅を改装する前に、未完成の駅を中二階から見ることができた。メザニンの中間レベルでは、メザニンの閉じた箇所はチェーンとフェンスによってのみブロックされていた。フェンスを過ぎると、ドアのあるタイル張りの壁があった。ドアにはいくつかのパネルがなかった。開けられるたびにドアの中を見ることで、未完成の上層階の駅が明らかになった。駅の1990年代の改修の後、中間層は、コンクリートブロックの壁と中間階の現在のタイル張りを使用して短縮され、チェーンリンクフェンスとその背後にあるドアが隠れてしまった。

### 出口

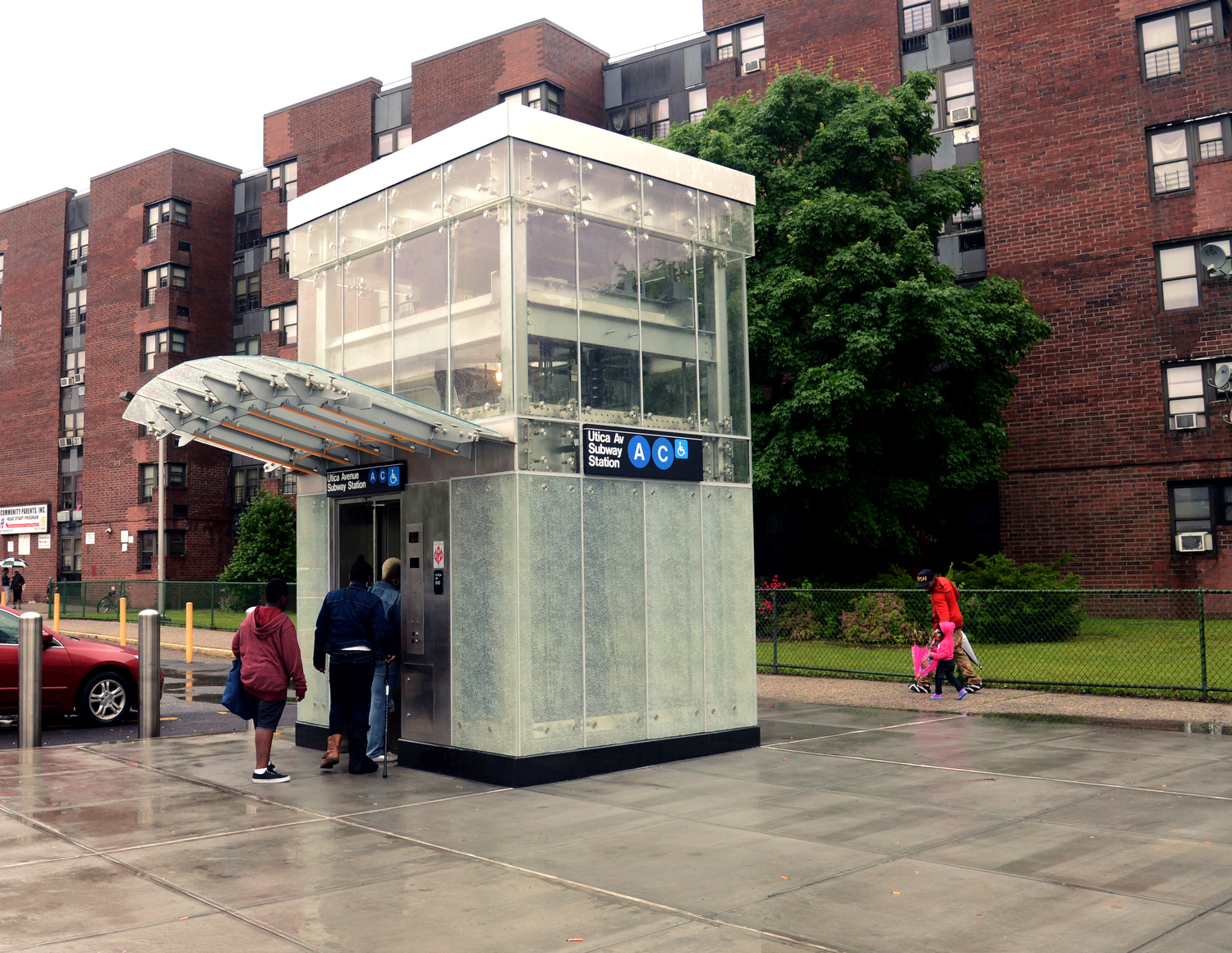
エレベーター

2014年5月にエレベーターが設置されて駅はADAに準拠する駅になった。
フルトン・ストリート上に4か所出入口がある。
- フルトン・ストリートとユーティカ・アベニュー交差点南西[11]
- フルトン・ストリートとユーティカ・アベニュー交差点北西[11]
- フルトン・ストリートとスタイベサント・アベニュー交差点南西[11]
- フルトン・ストリートとスタイベサント・アベニュー交差点南東[11]

## 大衆文化の中で
6ix9ineの"Kooda"に使用されるビデオに駅の改札が映っている。